# وينفريد ديفيدسون
وينفريد ديفيدسون (بالإنجليزية: Winifred Davidson) هي كاتِبة أمريكية، ولدت في 24 فبراير 1874 في نورث إيست في الولايات المتحدة، وتوفيت في 20 فبراير 1964.